# Tierra adentro (película de 2018)
Tierra adentro es una película documental panameña de 2018 dirigida y escrita por Mauro Colombo. Se enfoca en una zona selvática conocida como el Tapón del Darién, ubicada en la frontera entre Colombia y Panamá, y en la gran cantidad de personajes involucrados alrededor de esta.

## Sinopsis
El tapón del Darién es una región que conecta a Colombia con Panamá, y a la vez es uno de los parajes naturales más inhóspitos que aún sobreviven en el mundo actual. Sumado a su agreste entorno natural, en él se mezclan inmigrantes ilegales, grupos indígenas, instituciones del gobierno, guerrilleros y granjeros, cada uno con sus intereses particulares. El documental refleja el punto de vista de cada uno de estos grupos y la importancia que tiene la región en el plano geopolítico.

## Estreno y reconocimientos
Antes de su estreno en salas, fue exhibida en el circuito de festivales, haciendo parte de eventos como el Festival de Cine de La Habana y la Cinemateca de Bogotá, entre otros. Ganó el premio en la categoría de mejor documental en el Festival Internacional de Cine de Panamá y el Premio Yellow Robin en el Curacao IFF Rotterdam.